# Bell Matí
Bell Matí és una entitat de Llagostera nascuda amb el nom de Grup Excursionista Bell Matí l'octubre del 1965 per tal d'omplir el buit de lleure de la joventut. Els anys seixanta organitzà focs de camp, vetllades teatrals, xerrades i conferències, els primers cursets de català, concursos de fotografia i elaborava els programes de festa major. El 1967 va organitzar un festival de la nova cançó amb Lluís Llach, Maria del Mar Bonet, Rafael Subirachs, Jaume Cabré i Fabré, Xesco Boix, Toni Ruscalleda i el Grup de Tres. També ha iniciat i segueix organitzant el concurs de dibuix infantil ràpid que el 2015 celebrarà la 45 edició, ha recuperat l'aplec de Panedes, així com excursions de muntanya, pels voltants del municipi i la Caminada a la llum de la lluna. Ha estat un dinamitzador de la vida sociocultural del municipi i el 2014 ho segueix essent.